# 内村オフモード
『内村オフモード』（うちむらオフモード）は、TBS系列で放送された特別番組。2013年に2回、深夜枠で放送された。

## 概要
内村光良がゲストのオフモードの趣味を一緒に体験する。

## 出演者

### MC
- 内村光良

### ゲスト
第1弾
- 小木博明（おぎやはぎ）、鈴木奈々、又吉直樹（ピース）

第2弾
- 嗣永桃子（Berryz工房）、日村勇紀（バナナマン）、ムロツヨシ

### ナレーション
- 三村ロンド

## ネット局

### 第1弾
| 放送対象地域 | 放送局                | 系列    | 放送日時                  | 遅れ日数   |
| ------------ | --------------------- | ------- | ------------------------- | ---------- |
| 関東広域圏   | TBSテレビ（TBS）      | TBS系列 | 2013年1月5日 0:10 - 1:15  | 制作局     |
| 北海道       | 北海道放送（HBC）     | TBS系列 | 2013年1月5日 0:10 - 0:10  | 同時ネット |
| 山形県       | テレビユー山形（TUY） | TBS系列 | 2013年1月5日 0:10 - 0:10  | 同時ネット |
| 福島県       | テレビユー福島（TUF） | TBS系列 | 2013年1月5日 0:10 - 0:10  | 同時ネット |
| 長野県       | 信越放送（SBC）       | TBS系列 | 2013年1月5日 0:10 - 0:10  | 同時ネット |
| 石川県       | 北陸放送（MRO）       | TBS系列 | 2013年1月5日 0:10 - 0:10  | 同時ネット |
| 中京広域圏   | 中部日本放送（CBC）   | TBS系列 | 2013年1月5日 0:10 - 0:10  | 同時ネット |
| 山口県       | テレビ山口（tys）     | TBS系列 | 2013年1月5日 0:10 - 0:10  | 同時ネット |
| 愛媛県       | あいテレビ（ITV）     | TBS系列 | 2013年1月5日 0:10 - 0:10  | 同時ネット |
| 大分県       | 大分放送（OBS）       | TBS系列 | 2013年1月5日 0:10 - 0:10  | 同時ネット |
| 広島県       | 中国放送（RCC）       | TBS系列 | 2013年3月30日 0:40 - 1:40 | 85日遅れ   |
| 宮城県       | 東北放送（TBC）       | TBS系列 | 2013年4月12日 0:40 - 1:40 | 98日遅れ   |

### 第2弾
| 放送対象地域   | 放送局                | 系列    | 放送日時                     | 遅れ日数   |
| -------------- | --------------------- | ------- | ---------------------------- | ---------- |
| 関東広域圏     | TBSテレビ（TBS）      | TBS系列 | 2013年4月2日 23:58 - 翌0:58  | 制作局     |
| 北海道         | 北海道放送（HBC）     | TBS系列 | 2013年4月2日 23:58 - 翌0:58  | 同時ネット |
| 山形県         | テレビユー山形（TUY） | TBS系列 | 2013年4月2日 23:58 - 翌0:58  | 同時ネット |
| 福島県         | テレビユー福島（TUF） | TBS系列 | 2013年4月2日 23:58 - 翌0:58  | 同時ネット |
| 新潟県         | 新潟放送（BSN）       | TBS系列 | 2013年4月2日 23:58 - 翌0:58  | 同時ネット |
| 長野県         | 信越放送（SBC）       | TBS系列 | 2013年4月2日 23:58 - 翌0:58  | 同時ネット |
| 静岡県         | 静岡放送（SBS）       | TBS系列 | 2013年4月2日 23:58 - 翌0:58  | 同時ネット |
| 山口県         | テレビ山口（tys）     | TBS系列 | 2013年4月2日 23:58 - 翌0:58  | 同時ネット |
| 中京広域圏     | 中部日本放送（CBC）   | TBS系列 | 2013年4月9日 0:58 - 1:58     | 7日遅れ    |
| 岡山県・香川県 | 山陽放送（RSK）       | TBS系列 | 2013年4月10日 23:53 - 翌0:53 | 8日遅れ    |
| 長崎県         | 長崎放送（NBC）       | TBS系列 | 2013年4月12日 0:28 - 1:28    | 10日遅れ   |
| 鹿児島県       | 南日本放送（MBC）     | TBS系列 | 2013年4月12日 0:35 - 1:35    | 10日遅れ   |
| 石川県         | 北陸放送（MRO）       | TBS系列 | 2013年4月16日 23:58 - 翌0:58 | 14日遅れ   |
| 沖縄県         | 琉球放送（RBC）       | TBS系列 | 2013年4月22日 23:58 - 翌0:58 | 20日遅れ   |
| 青森県         | 青森テレビ（ATV）     | TBS系列 | 2013年4月29日 23:58 - 翌0:58 | 27日遅れ   |
| 大分県         | 大分放送（OBS）       | TBS系列 | 2013年4月29日 23:58 - 翌0:58 | 27日遅れ   |
| 広島県         | 中国放送（RCC）       | TBS系列 | 2013年5月4日 0:15 - 1:15     | 32日遅れ   |
| 岩手県         | IBC岩手放送（IBC）    | TBS系列 | 2013年5月26日 14:00 - 14:56  | 54日遅れ   |
| 熊本県         | 熊本放送（RKK）       | TBS系列 | 2013年6月19日 23:58 - 翌0:58 | 78日遅れ   |
| 愛媛県         | あいテレビ（ITV）     | TBS系列 | 2013年7月21日 15:54 - 16:54  | 110日遅れ  |

## スタッフ
- 構成 - たかはC、yusaku、松田幸三、石田雄二郎
- カメラ - 青木芳行
- 音声 - 佐々野昌樹
- メイク - 大の木ひで
- スタイリスト - 中谷東一
- CGデザイン - 加藤ユキオ
- 編集 - 松沢章
- MA - 元木綾美
- 音効 - 福永真弓
- 編成 - 坂田栄治
- 技術協力 - エイフィールド、ヌーベルポスプロセンター
- AD - 吉野裕二、前田貴大
- ディレクター - 小林剛、関谷司、犬飼義啓
- 演出 - 飯山直樹
- プロデューサー - 菊野浩樹、大内登
- 制作協力：ケイマックス
- 製作著作：TBS